# Дрейнсвілл (Вірджинія)
Дрейнсвілл (англ. Dranesville) — переписна місцевість (CDP) в США, в окрузі Ферфакс штату Вірджинія. Населення — 11 785 осіб (2020).

## Географія
Дрейнсвілл розташований за координатами 38°59′44″ пн. ш. 77°22′21″ зх. д. / 38.99556° пн. ш. 77.37250° зх. д. (38.995551, -77.372459).  За даними Бюро перепису населення США в 2010 році переписна місцевість мала площу 10,03 км², з яких 9,95 км² — суходіл та 0,08 км² — водойми.

## Демографія
Згідно з переписом 2010 року, у переписній місцевості мешкала 11 921 особа в 3815 домогосподарствах у складі 3351 родини. Густота населення становила 1188 осіб/км².  Було 3895 помешкань (388/км²).
Расовий склад населення:
| - 76,2 % — білих - 13,0 % — азіатів - 4,2 % — чорних або афроамериканців - 0,2 % — корінних американців - 0,1 % — вихідців з тихоокеанських островів - 2,6 % — осіб інших рас |

До двох чи більше рас належало 3,6 %. Частка іспаномовних становила 7,1 % від усіх жителів.
За віковим діапазоном населення розподілялося таким чином: 27,9 % — особи молодші 18 років, 65,9 % — особи у віці 18—64 років, 6,2 % — особи у віці 65 років та старші. Медіана віку мешканця становила 40,8 року. На 100 осіб жіночої статі у переписній місцевості припадало 104,1 чоловіків;  на 100 жінок у віці від 18 років та старших — 98,6 чоловіків також старших 18 років.
Середній дохід на одне домашнє господарство  становив 184 838 доларів США (медіана — 170 077), а середній дохід на одну сім'ю — 197 072 долари (медіана — 178 689). Медіана доходів становила 125 109 доларів для чоловіків та 81 399 доларів для жінок. За межею бідності перебувало 4,0 % осіб, у тому числі 6,2 % дітей у віці до 18 років та 1,9 % осіб у віці 65 років та старших.
Цивільне працевлаштоване населення становило 6534 особи. Основні галузі зайнятості: науковці, спеціалісти, менеджери — 28,1 %, освіта, охорона здоров'я та соціальна допомога — 21,3 %, публічна адміністрація — 14,3 %, фінанси, страхування та нерухомість — 8,2 %.